# 浙江省妇女联合会
浙江省妇女联合会，简称浙江省妇联，是中华人民共和国浙江省妇女儿童工作者组成的人民团体，是中华全国妇女联合会的地方组织，接受中国共产党浙江省委员会的领导。其最高权力机构是浙江省妇女代表大会。